# Geogamasus skoshi
Geogamasus skoshi är en spindeldjursart som beskrevs av Lee 1970. Geogamasus skoshi ingår i släktet Geogamasus och familjen Ologamasidae. Inga underarter finns listade i Catalogue of Life.